# Alessandra Simone
Alessandra Simone (* 29. September 2003 in Foggia) ist eine italienische Tennisspielerin.

## Karriere
Simone begann erst mit 11 Jahren das Tennisspielen und bevorzugt Sandplätze. Sie spielt hauptsächlich auf der ITF Women’s World Tennis Tour, wo sie bislang einen Doppeltitel gewann.

## Turniersiege

### Doppel
| Nr. | Datum            | Turnier | Kategorie | Belag        | Partnerin         | Finalgegnerinnen                     | Ergebnis |
| --- | ---------------- | ------- | --------- | ------------ | ----------------- | ------------------------------------ | -------- |
| 1.  | 2. November 2019 | Bogotá  | ITF W15   | Sand (Halle) | Tina Nadine Smith | Marcela-Guimaraes Bueno Sierra Stone | 6:4, 6:1 |